# Warkult
Warkult – dziewiąty album studyjny amerykańskiej grupy muzycznej Malevolent Creation. Wydawnictwo ukazało się 27 sierpnia 2004 roku nakładem wytwórni muzycznej Nuclear Blast. Nagrania zostały zarejestrowane w Liquid Ghost Recording Studio w Boca Raton w stanie Floryda.

## Lista utworów
Opracowano na podstawie materiału źródłowego.
1. "Dead March" (Barrett, Sims, Symons) - 2:48
2. "Preemptive Strike" (Barrett, Sims, Fasciana, Symons) - 4:07
3. "Supremacy Through Annihilation" (Barrett, Symons) - 3:34
4. "Murder Reigns" (Fasciana, Symons) - 2:53
5. "Captured" (Fasciana, Symons) - 3:45
6. "Merciless" (Barrett, Symons) - 2:34
7. "Section 8" (Fasciana, Symons) - 5:21
8. "On Grounds of Battle" (Fasciana, Symons) - 4:17
9. "Tyranic Oppression" (Fasciana, Symons) - 4:24
10. "Ravaged By Conflict" (Barrett, Symons) - 2:09
11. "Shock and Awe" (Barrett, Fasciana, Symons) - 4:25
12. "Jack the Ripper" (Bonus Track; cover Hobbs' Angel of Death) (Peter Hobbs) - 3:18

## Twórcy
Opracowano na podstawie materiału źródłowego.

- Kyle Symons - wokal prowadzący, wokal wspierający
- Phil Fasciana - gitara rytmiczna, gitara prowadząca
- Rob Barrett - gitara rytmiczna, gitara prowadząca
- Gordon Simms - gitara basowa
- Dave Culross - perkusja
- Jean-Francois Dagenais - miksowanie, produkcja muzyczna
- Phil Plaskon - inżynieria dźwięku
- M. G. Eftemie - oprawa graficzna